# Troisième voie valencienne
Pour les articles homonymes, voir Troisième voie.

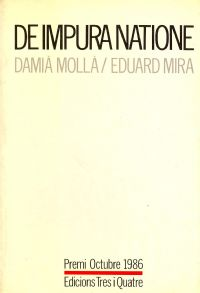
De Impura Natione (1986) est le livre qui a lancé la dénommée « troisième voie valencienne. »

La troisième voie valencienne ou, plus rarement, valencianisme de conciliation (en catalan : tercera via valenciana, valencianisme de conciliació), est un courant du valencianisme apparu au milieu des années 1980 à la suite d'une série de réflexions visant à faire converger ou réconcilier le fustéranisme et le blavérisme . Partant d'une profonde révision de la conception nationale de Joan Fuster, , la « troisième voie » envisage le projet national valencien séparément de l'idée de pays catalans tout en rejetant le sécessionnisme linguistique.
Le projet a pu être qualifié « néo-blavérisme » par ses détracteurs.
L'expression « quatrième voie » a également été utilisée pour désigner des réflexions coïncidant pour l'essentiel avec les propositions de Damià Mollà (ca) — De Impura Natione (ca) — ou celles de Rafael Company — Document 88 (ca) —, c'est-à-dire un cadre national exclusivement valencien (avec des liens plus ou moins étroits avec le reste des territoires catalanophones) mais plus proches des formules de gauche.
En raison des différents projets et programmes apparus au cours de cette période, on a pu parler de « troisièmes voies », au pluriel,.

## Histoire

### De Impura Natione
Le point de départ de ces réflexions est la publication de l'essai De Impura Natione, lauréat du prix d'essai Joan Fuster en 1986. L'ouvrage, en plus de contester certaines approches politiques du fustéranisme, revendique la nécessité de créer un nationalisme valencien assumant naturellement les deux composantes culturelles du Pays valencien — la catalane et la castillane —, et qui soit politiquement interclassiste, urbain, et capable de s'allier avec Madrid comme avec Barcelone pour atteindre ses objectifs,.
Ce livre jette les bases théoriques de certaines réflexions sur la « personnalité valencienne », qui se poursuivent dans une série de réunions hebdomadaires tenues à l'hôtel Anglés de Valence entre 1987 et 1996. Parmi les premiers participants à ces discussions figurent des secteurs de l'ancien PNPV, du PRD et des personnalités indépendantes revendiquant un cadre national strictement valencien sans s'identifier aux thèses linguistiques ou culturelles du blavérisme. En outre, des personnes extérieures à la tertulia sont invitées à participer, aussi bien fustériens que blaveros, supposant la première initiative publique de réconciliation entre les deux camps de la bataille de Valence. Pour ses promoteurs, la cristallisation politique de ce valencianisme réconcilié n'est pas réalisable à court terme mais ils s'efforcent de travailler à la rendre possible dans le futur. Les tertulias ont pour résultat la parution du livre Document 88 (ca), avec un contenu politique beaucoup plus concret que De Impura Natione, les deux ouvrages établissant la base de la troisième voie conciliatrice.

### Réponses
Initialement, les propositions de la troisième voie ne reçoivent pas un bon accueil dans l'ensemble du valencianisme et en particulier du fustérianisme,. Une controverse a lieu dans la presse entre les auteurs des livres et le linguiste Toni Mollà ; les critiques les plus accusées proviennent du livre La Pesta Blava de Vicent Bello qui, après avoir analysé le blavérisme comme mouvement d'extrême droite — explicitement qualifié de « néofasciste » —, consacre un chapitre aux thèses de la troisième voie, qu'il qualifie de néo-blavérisme et considère comme simplement comme une nouvelle variante de discours blavériste.
Au cours des vingt-cinq années suivantes, notamment au sein d'UPV et du BNV, une série de transformations idéologiques se produisent à la suite de la remise en question du cadre des pays catalans, entraînant un dialogue, rarement apaisé, entre différentes visions du valencianisme, sous forme d'articles d'opinion dans la presse et de publications culturelles et académiques.
En 1989, Alfons Cucó publie la deuxième partie de sa trilogie sur le valencianisme, País i estat, où il propose un mouvement prenant Joan Fuster comme référence, mais interprété de manière pragmatique. Il revendique l'âme de l'ancien PSPV, que certains comme lui ou Vicent Soler représentent au sein du PSPV-PSOE.
En 1991, Francesc de Paula Burguera publie És més senzill encara, digueu-li Espanya, livre partiellement autobiographique. Burguera, référence centriste et libérale du nationalisme valencien pendant la transition, y critique les propositions de Document 88, alors que ses auteurs s'attendaient à son adhésion, et rejette également la proposition de De Impura Natione, qu'il considère régionaliste. Il critique aussi ceux qui, comme Alfons Cucó ou Vicent Soler, issus du valencianisme, ont occupé des postes au sein du PSPV-PSOE. Comme l'indique le titre du livre, Burguera considère que le sentiment majoritaire des Valenciens est espagnol, et rejette donc la thèse selon laquelle un nationalisme non catalaniste aurait rencontré plus de soutien que celui reçu par UPV à cette époque. Il rejette également une entente avec des secteurs issus du blavérisme, car il considère qu'ils ne recevront jamais cette proposition avec favorablement, puisque les partisans de la troisième voie sont également considérés comme catalanistes. Il soutient que la proposition de troisième voie n'a fait que désunir les acquis du nationalisme valencien et fragmenter son discours. Toutefois, Burguera est resté ouvert au dialogue et participe tout au long de cette période à plusieurs initiatives lancées par divers partisans de la révision des postulats fustériens ou d'autres auxquels ils contribuent.

### Quatrième voie

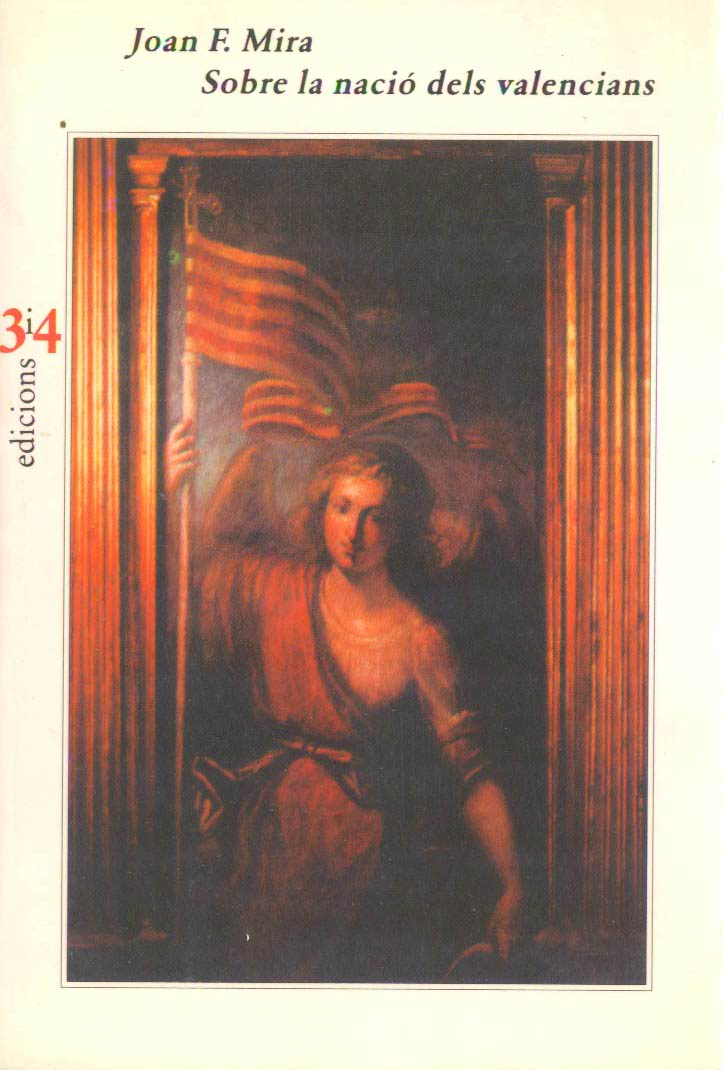
L'influence de Sobre la Nació dels Valencians fut considérable.

À partir du milieu des années 1990, de nouveaux travaux apparaissent, marqués davantage à gauche — plus proche du valencianisme dominant de cette période — et revendiquant le Pays valencien en tant que « nation politique », tout en défendant l'espace culturel catalan comme cadre le plus approprié pour le maintien de l'identité valencienne et même comme horizon d'une future articulation politique,. Ces réflexions, révisant également les postulats premiers du fustérianisme, sont appelées « quatrième voie », mais se situent à mi-chemin entre la troisième voie originelle et (pan)catalanisme. Cependant, la coïncidence sur l'adoption du Pays valencien comme seul référent territorial fait que la quatrième voie sera considérée comme une relecture progressiste de la troisième voie. Au moment de l'apparition des premières propositions révisionnistes, la bataille de Valence étant terminée depuis quelques années, l'idée d'un nationalisme valencien interclassiste était difficilement assumable par la base sociale du valencianisme en général, et celle d'UPV en particulier. Cependant, au cours des années 90, différents essais explorant ces nouvelles pistes paraissent, à partir de positions plus à gauche et parfois même éloignées du concept de nationalisme lui-même.
En 1992, le sociolinguiste Rafael Ninyoles publie El País Valencià a l'eix mediterrani (« Le Pays valencien sur l'axe méditerranéen »), premier ouvrage dans lequel sont analysées les confluences des structures sociales catalanes et valenciennes et proposant l'Europe et l'arc méditerranéen comme axe de développement permettant l'entente nécessaire entre les deux territoires. Cette thèse est développée au niveau théorique par le géographe Josep Vicent Boira au début des années 2000. Le livre de Ninyoles inspire également deux autres ouvrages — La utopia necessària (Toni Mollà) et Un país possible (Adolf Beltran) — qui, manifestant une insatisfaction face aux apports à la question valencienne faits dans les années 1980, tentent de mettre en adéquation le valencianisme et le nouveau cadre marqué par la mondialisation, l'ère de l'information et la modernité.
Toni Mollà considère que l'œuvre de Fuster est un héritage fondamental, mais il l'aborde non en tant qu'héritage idéologique mais comme matière de réflexion. Malgré les divergences avec les auteurs de la troisième voie, Mollà se montre d'accord avec certaines de leurs critiques, comme l'opinion de Vicent Franch selon laquelle les fustériens ont été les pires défenseurs de l'œuvre de Fuster. Mollà se distingue du révisionnisme des années 1980 qu'il pense trop préoccupé par la définition de la nation et le concept de nationalisme, ce qu'il considère comme une perte de temps, car si le paradigme national espagnol doit être remplacé par un valencien, ce seront les valencianistes eux-mêmes qui se redéfiniront dans ces termes. Dans la années 2010, Mollà approfondit ses réflexions en développant l'idée d'un valencianisme laïque qui remplace la conception historiciste de la nation par une autre civique, reprenant l'idée d'axe méditerranéen de Ninyoles.
Pour sa part, le journaliste Adolf Beltran considère que la construction d'un projet national valencien doit aller de pair avec celui de la modernisation, un projet qui aurait été assumé par le PSPV-PSOE dans les années 1980 et au début des années 1990, en s'éloignant de l'idée d'une récupération identitaire. Beltran propose l'articulation du valencianisme comme un mouvement citoyen unitaire des forces progressistes, incluant un PSPV-PSOE qui devrait récupérer le discours valencianiste.
Cependant, l'œuvre qui a l'impact le plus décisif sur l'articulation du valencianisme au début du XXIe siècle est Sobre la nació dels valencians (« Sur la nation des Valenciens ») du sociologue Joan Francesc Mira , qui représentera l'incarnation pratique des réflexions théoriques figurant dans son essai Crítica de la nació pura (« Critique de la nation pure ») publié en 1984. Pour Mira, le fustérianisme est un héritage ayant permis, pour la première fois, à une génération de Valenciens de proposer une redéfinition du Pays valencien en des termes propres, non nécessairement espagnols. Pendant la transition politique, le fusteranisme avait réactivé et modernisé le valencianisme, mettant ses problématiques au cœur de la politique locale. Cependant, au cours des années 1990, le pancatalanisme valencien avait perdu cette fonction modernisatrice. Pour Mira, la catalanité n'a jamais été une claire affirmation du nationalisme valencien, mais une référence, étant donné que dans la pratique le cadre valencien était fonctionnel.
Constatant qu'après la bataille de Valence, un cadre autonomiste est instauré, dans lequel l'espagnolisme et le (pan)catalanisme se trouvent politiquement marginalisés, Mira propose d'en prendre acte comme contexte politique et de gouvernance de référence pour le valencianisme politique. Il pronostique que les perceptions ambiguës concernant la nationalité des Valenciens finiraient par prévaloir, provoquant le recul du blavérisme et le surgissement d'un nouveau valencianisme moins influencé par catalanisme. L'approche décontractée de la problématique des symboles du Pays Valencien, la revendication d'un cadre national valencien, la combinaison d'éléments catalanistes (rationalité) avec d'autres blaveristes (émotivité) et la considération du (pan)catalanisme comme inadapté au moment politique de la fin des années 1990 rapproche Mira des réflexions de la troisième voie, tandis que la reconnaissance de l'héritage du fustérianisme et l'importance accordée aux liens avec la Catalogne le rapprochent de celles de la « quatrième voie ». Cependant, l'utilisation d'un langage partant des mêmes prémisses que le paradigme fustérien (rigueur historique, rationalisme, scientisme) implique que le travail de Mira est mieux accueilli par les nationalistes valenciens que les précédents, car Sobre la nación dels Valencians utilise un langage qui leur est familier et, contrairement aux travaux des années 1980, il ne rend pas les fustériens responsables de la défaite subie lors de la bataille de Valence et du manque de force de politique qui lui a fait suite. Quant aux auteurs de la troisième voie des années 80, ils considéreront que Mira ne fait qu'exprimer la même chose qu'eux, depuis une posture située plus à gauche.
Lorsqu'en 1998 le Bloc nationaliste valencien apparaît comme une fédération de partis, ses deux partis fondateurs, l'Unité Populaire Valencienne et le Partit Valencià Nacionalista (ca) (PVN), affirment que leur base politique et identitaire est entièrement redevable aux travaux de Mira.

## Concrétisation politique

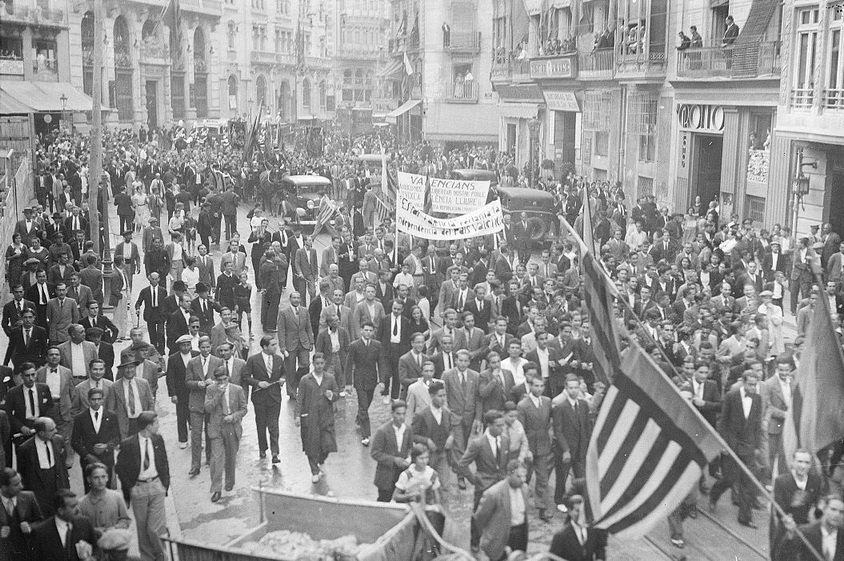
Images de la « procession civique » du 9 octobre 1933. La « troisième voie » revendique l'héritage idéologique du valencianisme d'avant-guerre.

Les révisions du fustéranisme réalisées à partir des années 1980 se concrétisent au cours de la décennie suivantes dans des formations politiques rattachées à la « troisième voie ». Le débat sur le cadre national de référence commence lors de la 4e congrès d'UPV, à la suite de l'échec électoral aux élections générales de 1989, qui amène la direction du parti à minorer son discours nationaliste et à renforcer celui lié aux questions  écologiques et de gauche. Cette même année, au sein d'Esquerra Unida del País Valencià (EUPV), apparaît le mouvement interne Esquerra i País, fustérien, dont les valeurs sont très similaires. En réponse, le groupe « Assemblée d'Almussafes » d'UPV est formé, donnant lui la priorité au discours nationaliste ; il finit par se scinder d'UPV pour déboucher sur le PVN, qui se rapprochera des postures de la troisième voie et demandera l'articulation d'un bloc national interclassiste.
Au début des années 1990, une grande partie des membres de l'organisation de jeunesse du parti Unio Valenciana sont expulsés pour avoir maintenu des positions souverainistes et ouvertes au dialogue avec le fustérianisme. Ils fondent Joventut Valencianista, qui aura une certaine production écrite et dont certains membres collaboreront avec des partisans de la « troisième voie » aux racines fustériennes comme le sociologue Damià Mollà, président de l'association Futur Valencià.
Au cours des années 1990, Joventut Valencianista et l'Associació Cívica Valenciana Tirant lo Blanc, regroupant des jeunes peu affectés par les conflits de la bataille de Valence issus du blavérisme et du fustérianisme respectivement, sont les principales organisations à diffuser le débat.
En 1993 a lieu un rapprochement entre le PVN et Esquerra Nacionalista Valenciana (ca) (ENV), qui déclarent publiquement leur acceptation de l'unité du catalan-valencien. Cependant, le PVN ne se présentera jamais aux élections séparément d'UPV, afin de ne pas éparpiller le vote nationaliste. Au cours de la campagne des élections au Parlement valencien de 1995 et à la suite de la création du Bloc de Progrés Jaume I (ca), se produit une rupture entre Acció Cultural del País Valencià et UPV, cette dernière formation endendant que l'association culturelle demandait un vote utile en faveur du PSPV-PSOE. Dans le cadre des élections, UPV forme finalement une coalition électorale avec le PVN, appelée Bloc Nacionalista. L'accord d'UPV avec une formation révisionniste accentue son divorce avec ACPV.
Fin 1996 et début 1997 se tiennent parallèlement le VIIe Congrès d'UPV et le troisième du PVN, où les deux partis jettent les bases de la création du Bloc nationaliste valencien (BNV).
Au Congrès de l'UPV, tenu à Eliana, le parti assume certaines critiques qu'il a historiquement reçu et qui coïncident avec les approches de la troisième voie, comme le manque de définition nationale, et le choix est fait d'adopter une stratégie transversale et de portée strictement valencienne. Le BNV définit son cadre de référence en assumant de façon catégorique l'idée d'une « nation valencienne » et en éliminant le terme de « pays catalans » de sa doctrine. Le BNV se fixe comme objectif de rassembler les militants d'UPV et ses anciens militants passés au PVN, en gardant la porte ouverte à d'éventuelles réflexions venant d'UV.
À partir de 1997, UV est dirigée par le nationaliste valencien Héctor Villalba Chirivella, le conseiller de Valence Társilo Piles et le centriste Fermín Artagoitia, qui tentent, sans succès, de mettre en place une stratégie pour prendre leurs distances et exercer une opposition au PPCV sans rompre l'accord de législature entre les deux formations, le « pacte du poulet », qui leur permet de gouverner la région en 1995. En 1998, UV tient un important congrès au cours duquel sont adoptées des positions plus centristes, moins conservatrices et moins populistes. Il renforce son versant valencianiste et adoucit son anti-catalanisme, sans l'abandonner complètement toutefois. L'arrivée d' Héctor Villalba Chirivella à sa présidence donne lieu à un rapprochement entre UV et Joventut Valencianista. Ces derniers s'associent à UV à partir du début de 1999, en vue des élections au Parlement valencien en juin. La défaite électorale d'UV entraîne la destitution d'Héctor Villalba Chirivella de la tête d'UV et la rupture des relations de Joventut Valencianista de la formation régionaliste, dès lors dirigée par José María Chiquillo, qui se rapprochera du Parti populaire,.

## Bilan
Les révisions des thèses fustériennes par la « troisième voie », apparues dans les années 1980, sont initialement extrêmement critiques envers le fustérianisme et difficiles à recevoir pour un nationalisme valencien sortant tout juste du conflit identitaire de la transition, et ce n'est qu'avec le temps qu'elles pourront se consolider jusqu'à devenir pratiquement hégémoniques au sein du valencianisme dans les années 2000,,. Si, dès les années 1970, des travaux d'Ernest Lluch — notamment La via valenciana (1976) — ou de Josep Vicent Marquès — País perplex (ca) (1973) — avaient déjà mené une réfutation partielle et des débats autour du paradigme fustérien, les propositions de De Impura Natione ou de Document 88 ont été rejetées par le valencianisme catalaniste. À partir des années 90, les nouvelles propositions continuatrices de la troisième voie, plus proches des idées de gauche, et la rupture entre le BNV et ACPV à la suite du surgissement du Bloc de Progrés Jaume I, amèneront une grande partie du fustérianisme à assumer un cadre national strictement valencien.
La désintégration d'UV et l'intégration d'une partie de ses militants dans le Parti populaire de la Communauté valencienne et d'un blavérisme qui dans cette période devient de plus en plus marginal et proche de l'extrême droite espagnoliste explique les grandes difficultés rencontrées par le « valencianisme de conciliation » pour mener à bien l'objectif qu'il s'était fixé, l'élaboration d'un discours valencianiste dans lequel blaveros et fustériens auraient pu se retrouver. On considère généralement que la « troisième voie » a échoué, particulièrement en raison de l'impossibilité pour UV et le BNV de parvenir à un accord au début des années 2000.
Au cours des années 2000, en plus de la consolidation des révisions apportées par la « troisième voie », avec des œuvres comme Nostaltres, ex-valencians a été forgée une image d'Eliseu Climent et de l'indépendantisme catalan comme une sorte de courant marginal et devenu anachronique qui prétendait patrimonialiser l'héritage de Joan Fuster.

## Critiques
L'une des critiques adressées à la « troisième voie » est qu'elle attribue la responsabilité de la défaite du nationalisme valencien lors de la bataille de Valence principalement à la radicalité des idées de Joan Fuster, en négligeant ou minorant d'autres éléments comme la manipulation des masses et la violence anti-catalaniste ou d'extrême droite,. Les auteurs de la « quatrième voie » — comme Toni Mollà ou Joan Francesc Mira — coïncident ainsi pour considérer qu'elle donne une vision trop négative de l'héritage fustérien, tandis que pour les catalanistes valenciens la cause principale de l'échec du fustérianisme pendant la transition est imputable à la violence blavera,. De son côté, l'historien Antoni Furió considère que les thèses révisionnistes de la « troisième voie » ont hâtivement et trop facilement désigné  Fuster et ses propositions comme étant à l'origine de tous les maux, en l'accusant de faire une proposition nationale intellectualiste et radicale, catalaniste et gauchiste, voire athée et agnostique, trop éloignée des sentiments du « bon peuple valencien. »
Pour l'historien Pau Viciano, spécialiste et défenseur de l'œuvre de Fuster, l'apparition des thèses révisionnistes survient à une époque où le nationalisme est satanisé, si bien que la troisième voie serait selon lui la version valencienne du patriotisme constitutionnel, substituant à la Constitution le statut d'Autonomie. Viciano affirme également qu'elle opère au niveau des références intellectuelles et des implications idéologiques et politiques un changement de contenu clairement conservateur. Selon lui, les auteurs de la « troisième voie » s'efforcent de chercher dans les partis anticatalanistes — en premier lieu UV — autre chose qu'une simple expression régionaliste du nationalisme espagnol ou une tentative de recyclage des anciennes et nouvelles élites issues des sphères du franquiste tardif. Il considère ainsi que la troisième voie fait d'une interprétation discutable du passé immédiat la justification de son virage idéologique et politique.
Le sociologue et militant valencianiste Vicent Flor, qui, bien qu'il se définisse comme héritier de la tradition fustérienne, a été l'un des protagonistes du changement de paradigme qu'a connu le valencianisme au cours de ces années, considère dans son livre Societat anònima. Els valencians, els diners i la política (« Société anonyme : Les Valenciens, l'argent et la politique ») que les propositions d'ouvrages comme De Impura Natione visant à maintenir l'équidistance du gouvernement central et du nationalisme catalan n'étaient pas réalisables étant donné que les mécanismes de l'État sont contrôlés depuis Madrid et que les gouvernements espagnols successifs se sont montrés peu sensibles aux revendications et aux besoins des communautés autonomes de l'Arc méditerranéen. Tout en reconnaissant que la proposition pourrait fonctionner dans une Espagne plus méditerranéenne et plus sensible à la diversité linguistique, il conclut que les années et les événements passés ont démontré que la proposition était caduque.
À propos des propositions faites à partir des années 1990, Toni Cucarella (ca) considère que des travaux comme Sobre la nació dels valencians sont des propositions qui ne diffèrent pas de la troisième voie et qu'ils représentent une trahison du catalanisme et une claudication devant les instigateurs de la violence blavera.